# Maria de Schwarzburg-Rudolstadt.
Marie Karoline Auguste Princesa de Schwarzburg-Rudolstadt (Rudolstadt (Turíngia), 29 de gener, 1850 - La Haia (Països Baixos), 22 d'abril, 1922), va ser la filla gran del príncep Adolf von Schwarzburg-Rudolstadt (1801–1875) i de la princesa Mathilde de Schwarzburg-Waldönburg, (1826–1914).

## Biografia
El 1868 es va casar amb el gran duc Frederic Francesc II de Mecklenburg-Schwerin, de 45 anys. Va ser la seva tercera esposa i així es va convertir en Gran Duquessa del gran ducat de Mecklenburg-Schwerin a la regió de Mecklenburg-Schwerin. Després de set fills dels matrimonis anteriors del Gran Duc, aquest matrimoni va donar lloc a quatre fills:
- Elisabeth Alexandrine Mathilde (1869–1955); ⚭ 1896 Gran Duc Frederic August II d'Oldenburg (1852–1931)
- Friedrich Wilhelm (1871–1897)
- Adolf Friedrich (1873–1969) ⚭ 1917 Princesa Viktoria Feodora Reuss (1889–1918) ⚭ 1924 Elisabeth zu Stolberg-Roßla (1885–1969), vídua del seu germanastre Johann Albrecht.
- Heinrich (1876–1934); ⚭ 1901 Reina Guillemmina dels Països Baixos (1880–1962)

Des de 1872, el seu marit va donar suport al "Marienstift" anomenat en honor de Marie a Prophetenstrasse 29 a Jerusalem, el primer hospital infantil de Palestina. Quan el seu marit va morir el 1883, li van sobreviure tres fills adults i una filla del seu primer matrimoni, que es va casar a Rússia, i Marie i els seus quatre fills d'entre 7 i 13 anys.
Des de 1910 va viure a la finca de la seva vídua a Raben Steinfeld amb la seva filla Elisabeth, la gran duquessa d'Oldenburg, a qui se li va negar el retorn a Oldenburg i l'accés als seus fills.
El 1922, Marie von Schwarzburg-Rudolstadt va morir a La Haia, on s'allotjava amb motiu del 46è aniversari del seu fill Heinrich, el príncep consort holandès. El taüt amb les restes va ser traslladat del Palau Noordeinde a l'estació de tren, des d'on va ser traslladat a Alemanya.

## Honors
- Casa de l'Ordre de la Gran Creu de la Corona Wendish[1]
- Medalla commemorativa del beat Gran Duc Adolf Friedrich V.
- Ordre russa de Santa Caterina
- Orde de Lluís
- Casa Orde d'Orange, Gran Creu
- Creu al Mèrit per a Dones i Verges
- Medalla de la Creu Roja (Prússia), 1r